# Estadio de Samsun
El Estadio Samsun oficialmente Nuevo Estadio Samsun 19 Mayıs (en turco: Yeni Samsun 19 Mayıs Stadyumu) es un estadio de fútbol ubicado en el distrito de Tekkeköy, en la ciudad de Samsun, Turquía. Fue inaugurado en 2017 y posee una capacidad para 33 900 personas. Es utilizado por el club de fútbol Samsunspor que disputa la Superliga de Turquía.
Reemplazó al antiguo Estadio Samsun 19 Mayıs (emplazado en una ubicación diferente), demolido en 2018, que tenía un aforo de 12.720 espectadores.

## Historia
El estudio de arquitectura Bahadır Kul Architects estuvo a cargo del diseñó del estadio de fútbol, la empresa constructora Ali Acar İnşaat fue la responsable de los trabajos de construcción. La ceremonia simbólica de colocación de la primera piedra tuvo lugar el 4 de agosto de 2013, con la previsión de que la construcción tardaría alrededor de 600 días en completarse, lo que permitiría la inauguración del estadio en 2015. Sin embargo, los retrasos en la finalización de los trabajos y el aumento de los costes de construcción terminaron propiciando cambios en el proyecto original, lo que provocó que la obra cambiara en varias ocasiones su calendario de entrega, concluyéndose definitivamente a mediados de 2017. 
Después de casi cuatro años, el nuevo estadio de fútbol fue inaugurado el 18 de julio de 2017. La ocasión fue la ceremonia de apertura de los Juegos Sordolímpicos Samsun 2017 (Summer Deaflympics 2017) en Samsun.
El estadio se inauguró oficialmente el 29 de julio de 2017 con un partido amistoso jugado entre Samsunspor y MKE Ankaragücü, que finalizó con la victoria del club local por 1–0.
El 6 de agosto de 2017, el campeón de la Superliga Beşiktaş JK y el vencedor de la Copa Konyaspor se enfrentaron por la Supercopa de Turquía de 2017 en el estadio Samsun. Konyaspor venció por 2–1 con un gol en el tiempo añadido, ante la presencia de 25,000 personas.

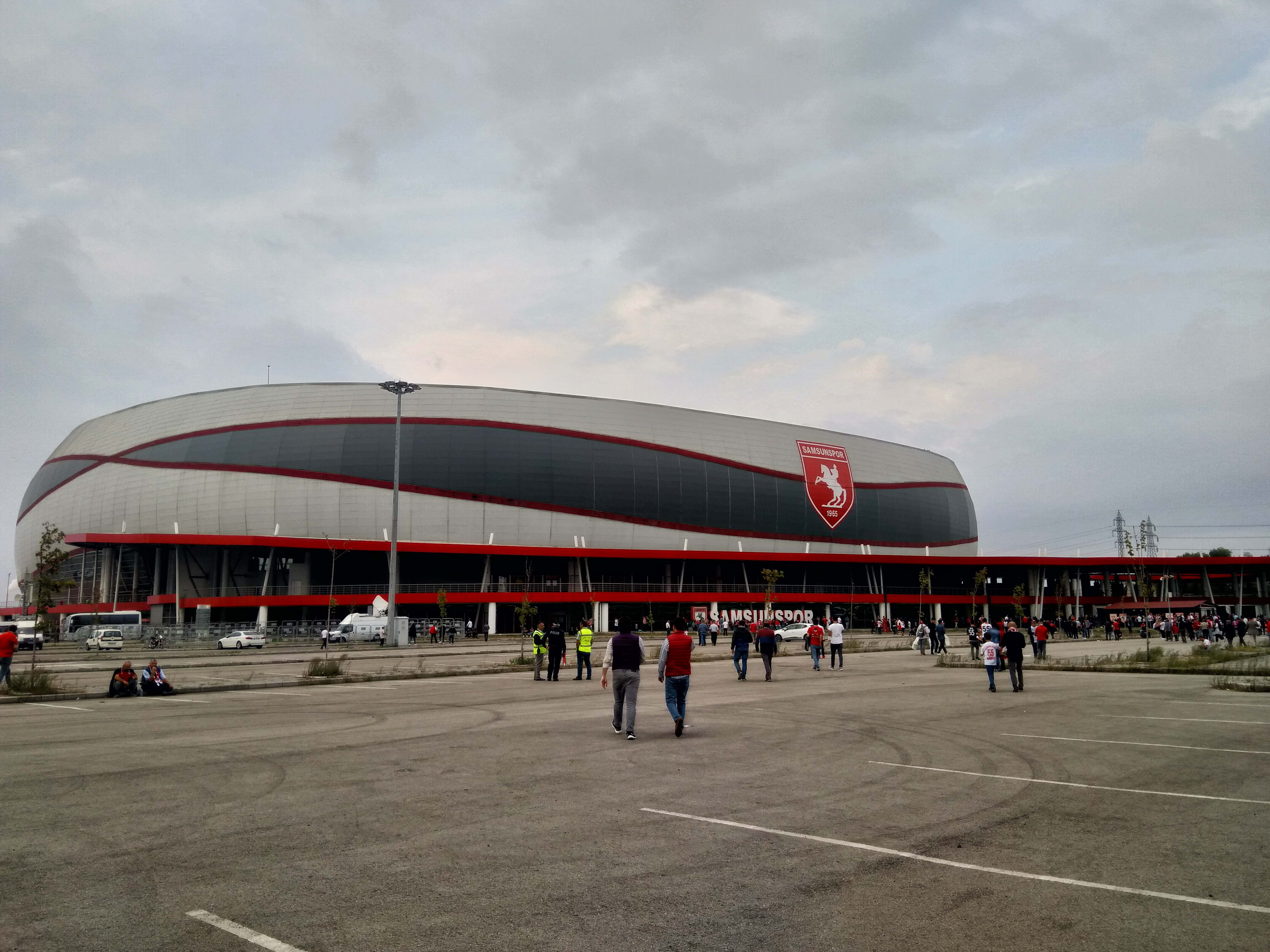
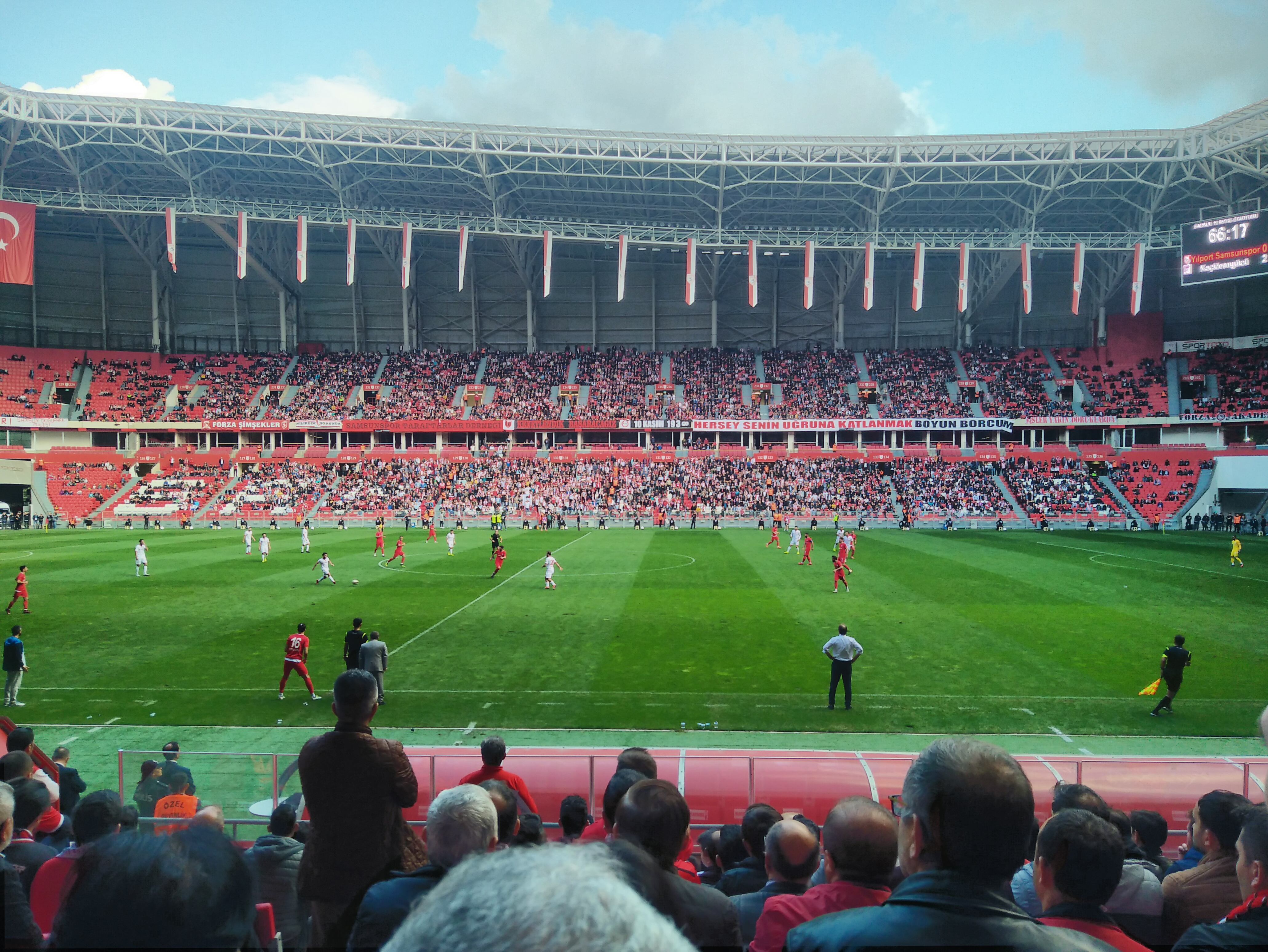